# Loeselia scariosa
Loeselia scariosa là một loài thực vật có hoa trong họ Polemoniaceae. Loài này được (M. Martens & Galeotti) Walp. mô tả khoa học đầu tiên năm 1847.